# アイドル (テレビドラマ)
『アイドル』は、NHK総合で2022年8月11日の19時30分 - 20時43分（JST）に放送されたテレビドラマ。主演は古川琴音。全1回。八津弘幸の脚本によるオリジナル作品。
「戦時下のエンターテインメント」をテーマに、昭和初期から終戦間際の日本で、1日も休むことなく営業を続けた劇場「ムーランルージュ新宿座」を舞台に、劇場のトップアイドルに成長する明日待子の史実に基づく青春記。
同年8月29日の21時00分 - 22時29分（JST）にNHK BSプレミアム（NHK BS4K同時）で未公開シーンやステージが盛り込まれた89分の特別版が放送された。

## あらすじ
戦前の東京。歌手を目指し岩手から上京した小野寺とし子は、新宿にある劇場「ムーランルージュ新宿座」のオーディションを受ける。オーディションではムーランルージュの支配人兼プロデューサー・佐々木千里から不合格を突きつけられるものの、看板女優・高輪芳子の計らいで、とし子はムーランルージュの一員となる。
とし子は長い下積みを続けながら稽古や本番の舞台に没頭する日々を過ごしていたが、そんな中、芳子が楽屋で吐血し、活動休止を余儀なくされる。佐々木は、芳子の代役にとし子を抜擢、図らずもステージでメインを務めることとなるが、若手のとし子の舞台は評判を呼び、いつしか押しも押されもせぬトップスターの座に駆け登る。佐々木はそんなとし子に明日待子の芸名を授け、とし子はファン一人一人の恋人、アイドールとして観客を魅了する。

## 登場人物

### 主要人物
小野寺とし子（おのでら としこ）/明日待子（あした まつこ）
演 - 古川琴音
スターになるために岩手から上京し、ムーランルージュの座員からトップアイドルへの道を歩み始める。
山口正太郎（やまぐち しょうたろう）
演 - 山崎育三郎
ムーランルージュの看板俳優。
高輪芳子（たかなわ よしこ）
演 - 愛希れいか
ムーランルージュのトップスター。吐血して舞台を半年離れた間に待子にトップの座を奪われる。
須貝富安（すがい とみやす）
演 - 正門良規
青年兵士に襲われそうになった待子を助けた学生。待子のファンとなる。
小柳ナナ子（こやなぎ ナナこ）
演 - 田村芽実
待子のムーランルージュの同期。親友でライバルでもある待子と二枚看板のトップアイドルとなる。
佐々木千里（ささき せんり）
演 - 椎名桔平 
ムーランルージュの支配人。敏腕プロデューサー。

### その他
男声合唱カルテット
演 - 酒井一圭（純烈）、白川裕二郎（純烈）、小田井涼平（純烈）、後上翔太（純烈）
ムーランルージュのオーディションを受けるが不合格となる。
高木
演- 花王おさむ
ムーランルージュの楽屋口番。
山本
演- 陰山泰
ムーランルージュの舞台演出。
待子ファンの青年兵士
演 - 萩原護
街で見かけた待子を一緒にいて欲しいと短刀で脅すが、周りの人たちから取り押さえられる。
軍人
演 - 白畑真逸
寺沢検閲官
演 -  古屋隆太
戦時中、ムーランルージュの台本を検閲する。
少佐
演 - 奥田洋平
中国大陸への戦地慰問をムーランルージュに命じる。
隊長
演 - 中野英樹
中国大陸の慰問先の部隊長。
美空和枝
演 - 佐藤くらら
戦後にムーランルージュのオーディションを受けに来た少女。
ムーランルージュの座員
演 - 加治将樹、大山真志、高橋義和、重岡漠、吉岡睦雄

## スタッフ
- 作 -  八津弘幸[1]
- 演出 - 鈴木航[1]
- ステージ演出 - 池田泰洋[1]
- 音楽 - 宮川彬良[1]、及川眠子（作詞・訳詞）
- 振付 - 梅棒、suzuyaka
- タップダンス振付 - HideboH
- 歌唱指導 - 石ケ森光政、ゆうき
- 時代考証 - 天野隆子
- 資料提供 - 毛利眞人、中野正昭、田中じゅうこう、新宿歴史博物館
- 軍事所作指導 - 越康広
- 市電所作指導 - 古川靖男
- 制作統括 - 内田ゆき[1]
- プロデューサー - 渡辺哲也、石村将太[1]
- 制作・著作 - NHK

## その他
- 2022年8月10日放送の『歴史探偵』にて、「戦争とアイドル」と題した本作とのコラボ企画が放送された[17]。